# Championnats d'Europe de patinage artistique 1983
Navigation
Édition précédente Édition suivante
Les championnats d'Europe de patinage artistique 1983 ont lieu du 1er au 6 février 1983 à la Westfalenhalle de Dortmund en Allemagne de l'Ouest.
En danse sur glace, ce sont les premiers championnats européens où on introduit une danse originale à côté des danses imposées et de la danse libre.

## Qualifications
Les patineurs sont éligibles à l'épreuve s'ils représentent une nation européenne membre de l'Union internationale de patinage (International Skating Union en anglais). Les fédérations nationales sélectionnent leurs patineurs en fonction de leurs propres critères.
Sur la base des résultats des championnats d'Europe 1982, l'Union internationale de patinage autorise chaque pays à avoir de une à trois inscriptions par discipline. 

## Podiums
| Épreuves                            | Or                                    | Argent                                | Bronze                         |
| ----------------------------------- | ------------------------------------- | ------------------------------------- | ------------------------------ |
| Messieurs résultats détaillés       | Norbert Schramm                       | Jozef Sabovčík                        | Alexandre Fadeïev              |
| Dames résultats détaillés           | Katarina Witt                         | Elena Vodorezova                      | Claudia Leistner               |
| Couples résultats détaillés         | Sabine Baeß / Tassilo Thierbach       | Ielena Valova / Oleg Vassiliev        | Birgit Lorenz / Knut Schubert  |
| Danse sur glace résultats détaillés | Natalia Bestemianova / Andreï Boukine | Olga Volozhinskaya / Alexander Svinin | Karen Barber / Nicholas Slater |

## Tableau des médailles
| Rang  | Nation               | Or | Argent | Bronze | Total |
| ----- | -------------------- | -- | ------ | ------ | ----- |
| 1     | Allemagne de l'Est   | 2  | 0      | 1      | 3     |
| 2     | Union soviétique     | 1  | 3      | 1      | 5     |
| 3     | Allemagne de l'Ouest | 1  | 0      | 1      | 2     |
| 4     | Tchécoslovaquie      | 0  | 1      | 0      | 1     |
| 5     | Royaume-Uni          | 0  | 0      | 1      | 1     |
| Total | Total                | 4  | 4      | 4      | 12    |

## Détails des compétitions
Pour la saison 1982/1983, les calculs des points se font selon la méthode suivante :
- chez les Messieurs et les Dames (0.6 point par place pour les figures imposées, 0.4 point par place pour le programme court, 1 point par place pour le programme libre)
- chez les couples artistiques (0.4 point par place pour le programme court, 1 point par place pour le programme libre)
- en danse sur glace (0.6 point par place pour les trois danses imposées, 0.4 point par place pour la danse originale, 1 point par place pour la danse libre)

### Messieurs
| Rang | Nom                    | Nation               | Points | Fig. impo. | Prog. court | Prog. libre |
| ---- | ---------------------- | -------------------- | ------ | ---------- | ----------- | ----------- |
| 1    | Norbert Schramm        | Allemagne de l'Ouest |        | 4          | 1           |             |
| 2    | Jozef Sabovčík         | Tchécoslovaquie      |        | 2          | 2           |             |
| 3    | Alexandre Fadeïev      | Union soviétique     |        | 9          | 3           |             |
| 4    | Heiko Fischer          | Allemagne de l'Ouest |        | 3          | 4           |             |
| 5    | Vladimir Kotin         | Union soviétique     |        | 6          | 8           |             |
| 6    | Jean-Christophe Simond | France               |        | 1          | 6           |             |
| 7    | Rudi Cerne             | Allemagne de l'Ouest |        | 7          | 5           |             |
| 8    | Grzegorz Filipowski    | Pologne              |        | 5          | 7           |             |
| 9    | Laurent Depouilly      | France               |        |            |             |             |
| 10   | Fernand Fédronic       | France               |        | 8          |             |             |
| 11   | Lars Åkesson           | Suède                |        |            |             |             |
| 12   | Falko Kirsten          | Allemagne de l'Est   |        |            |             |             |
| 13   | Thomas Hlavik          | Autriche             |        |            |             |             |
| 14   | Miljan Begović         | Yougoslavie          |        |            |             |             |
| 15   | Mark Pepperday         | Royaume-Uni          |        |            |             |             |
| 16   | Richard Furrer         | Suisse               |        |            |             |             |
| 17   | Bruno Delmaestro       | Italie               |        |            |             |             |
| 18   | Petr Barna             | Tchécoslovaquie      |        |            |             |             |
| 19   | Todd Sand              | Danemark             |        |            |             |             |
| 20   | András Száraz          | Hongrie              |        |            |             |             |
| 21   | Fernando Soria         | Espagne              |        |            |             |             |

### Dames
| Rang    | Nom                | Nation               | Points | Fig. impo. | Prog. court | Prog. libre |
| ------- | ------------------ | -------------------- | ------ | ---------- | ----------- | ----------- |
| 1       | Katarina Witt      | Allemagne de l'Est   | 2.6    | 2          | 1           | 1           |
| 2       | Elena Vodorezova   | Union soviétique     |        | 1          | 3           |             |
| 3       | Claudia Leistner   | Allemagne de l'Ouest |        | 9          |             |             |
| 4       | Manuela Ruben      | Allemagne de l'Ouest |        | 6          | 6           |             |
| 5       | Anna Kondrashova   | Union soviétique     |        |            |             |             |
| 6       | Kristiina Wegelius | Finlande             |        | 5          |             |             |
| 7       | Anna Antonova      | Union soviétique     |        |            |             |             |
| 8       | Janina Wirth       | Allemagne de l'Est   |        | 10         |             |             |
| 9       | Sonja Stanek       | Autriche             |        | 4          |             |             |
| 10      | Sanda Dubravčić    | Yougoslavie          |        | 7          |             |             |
| 11      | Karin Telser       | Italie               |        |            |             |             |
| 12      | Parthena Sarafidis | Autriche             |        | 8          |             |             |
| 13      | Sandra Cariboni    | Suisse               |        | 3          |             |             |
| 14      | Karin Hendschke    | Allemagne de l'Est   |        |            |             |             |
| 15      | Katrien Pauwels    | Belgique             |        |            |             |             |
| 16      | Hana Veselá        | Tchécoslovaquie      |        |            |             |             |
| 17      | Agnès Gosselin     | France               |        |            |             |             |
| 18      | Li Scha Wang       | Pays-Bas             |        |            |             |             |
| 19      | Hanne Gamborg      | Danemark             |        |            |             |             |
| 20      | Susan Jackson      | Royaume-Uni          |        |            |             |             |
| 21      | Catarina Lindgren  | Suède                |        |            |             |             |
| 22      | Elise Ahonen       | Finlande             |        |            |             |             |
| 23      | Nora Miklosi       | Hongrie              |        |            |             |             |
| 24      | Rosario Esteban    | Espagne              |        |            |             |             |
| Abandon | Karen Wood         | Royaume-Uni          |        |            |             |             |

### Couples
| Rang | Nom                                | Nation               | Points | Prog. court | Prog. libre |
| ---- | ---------------------------------- | -------------------- | ------ | ----------- | ----------- |
| 1    | Sabine Baeß / Tassilo Thierbach    | Allemagne de l'Est   | 1.4    | 1           | 1           |
| 2    | Ielena Valova / Oleg Vassiliev     | Union soviétique     | 3.6    | 4           | 2           |
| 3    | Birgit Lorenz / Knut Schubert      | Allemagne de l'Est   | 3.8    | 2           | 3           |
| 4    | Veronika Pershina / Marat Akbarov  | Union soviétique     |        | 3           |             |
| 5    | Marina Avstriskaya / Yuri Kvashnin | Union soviétique     |        | 5           |             |
| 6    | Babette Preußler / Torsten Ohlow   | Allemagne de l'Est   |        |             |             |
| 7    | Claudia Massari / Leonardo Azzola  | Allemagne de l'Ouest |        | 6           |             |
| 8    | Susan Garland / Robert Daw         | Royaume-Uni          |        | 7           |             |
| 9    | Jana Havlova / René Novotný        | Tchécoslovaquie      |        |             |             |
| 10   | Nathalie Tortel / Xavier Douillard | France               |        |             |             |
| 11   | Birgit Kuß / Uwe Fischbeck         | Allemagne de l'Ouest |        |             |             |
| 12   | Naija Pekkala / Pekka Pekkala      | Finlande             |        | 8           |             |

### Danse sur glace
| Rang | Nom                                   | Nation               | Points | Danses imposées | Danse originale | Danse libre |
| ---- | ------------------------------------- | -------------------- | ------ | --------------- | --------------- | ----------- |
| 1    | Natalia Bestemianova / Andreï Boukine | Union soviétique     |        |                 |                 |             |
| 2    | Olga Volozhinskaya / Alexander Svinin | Union soviétique     |        |                 |                 |             |
| 3    | Karen Barber / Nicholas Slater        | Royaume-Uni          |        |                 |                 |             |
| 4    | Marina Klimova / Sergueï Ponomarenko  | Union soviétique     |        |                 |                 |             |
| 5    | Nathalie Hervé / Pierre Béchu         | France               |        |                 |                 |             |
| 6    | Petra Born / Rainer Schönborn         | Allemagne de l'Ouest |        |                 |                 |             |
| 7    | Wendy Sessions / Stephen Williams     | Royaume-Uni          |        |                 |                 |             |
| 8    | Isabella Micheli / Roberto Pelizzola  | Italie               |        |                 |                 |             |
| 9    | Jindra Holá / Karol Foltán            | Tchécoslovaquie      |        |                 |                 |             |
| 10   | Judit Péterfy / Csaba Bálint          | Hongrie              |        |                 |                 |             |
| 11   | Antonia Becherer / Ferdinand Becherer | Allemagne de l'Ouest |        |                 |                 |             |
| 12   | Marianne van Bommel / Wayne Deweyert  | Pays-Bas             |        |                 |                 |             |